# Muzsika TV
A Muzsika TV az RTL Magyarország magyar nyelvű zenecsatornája, amely 2009. november 6-án indult.
A csatorna hangja Komonyi Zsuzsi. Közvetlen konkurenciája a Zenebutik.
A csatorna reklámidejét az RTL Saleshouse értékesíti.

## Története
A csatornát 2009. október 5-én levédte az IKO Kábeltévé, majd 2 nappal később a logóját is levédték. 2009. november 6-án indult el, az IKO tulajdonában. Kezdete óta a csatorna a hazai korhatár-besorolásokat alkalmazta, szemben a többi IKO-csatornával, amelyek a románt. 2011. július 28-án másik 6 IKO-s csatornával együtt megvásárolta a luxemburgi székhelyű RTL Csoport. 2011. szeptember 30-án a következő logóját is levédték, majd az év október 31-én arculatot és logót is váltott. 2015. február 13-án a jelenlegi logóját is levédték, majd 2015. március 15-től ismét új arculattal és logóval szélesvászonra (16:9) váltott. 2015. január 1. óta székhelye Luxemburgban van.

## Műsorai
- Dáridó Garden
- Szombat Esti láz
- Muzsika TV Extra Csocsesszel
- Muzsika TV Road show
- Nagyfröccs
- Házibuli Attilával
- Dallamokon át Sihell Ferryvel
- Tutty buli Jessyvel
- Zenés randevú Balázs Palival
- Hungarian Pop Top Joshal
- Lakodalmas
- Hungarian Pop Top Klip Mix Joshal
- Zenés randevú Balázs Palival Best of
- Dallamokon Át plusz
- Jolly buli
- Hölgycsokor
- Muzsikaszó
- Zenepatika Kalyval
- Határtalan
- Muzsika mix
- Klipfesztivál
- Házibuli Attilával Extra
- Zenés barátságok a Bertici fívérrel
- Felvidéki mulatós show
- Pėntek esti vigadó
- Klipválogatás
- Nem élhetek muzsikaszó nélkül
- Retro Disco
- Fűre lépni Ihos!
- Dana-Dom Nótár Maryvel!
- Egy Óra Hazai
- Egy Óra Mulatós
- Egy Óra Pop
- Koktél!